# Chromatopterum
Genre
Chromatopterum est un genre d'insectes diptères brachycères de la famille des Chloropidae et de la sous-famille des Chloropinae.

## Espèces
- Chromatopterum delicatum (Becker, 1910)
- Chromatopterum dimidiatum (Deeming, 1981)
- Chromatopterum ghanaensis (Deeming, 1981)
- Chromatopterum linguatum (Seguy, 1957)
- Chromatopterum mirabilis (Deeming, 1981)
- Chromatopterum nusantarum (Kanmiya & Yukawa, 1985)
- Chromatopterum pubescens (Becker, 1911)
- Chromatopterum suffusum (Sabrosky, 1951)

Noms en synonymie
- Chromatopterum amabile, synonyme de Chloropsina amabile
- Chromatopterum ambiguum, synonyme de Chloropsina ambigua
- Chromatopterum costale, synonyme de Chloropsina costale
- Chromatopterum difficile, synonyme de Chloropsina difficilis
- Chromatopterum elegans, synonyme de Chloropsina elegans
- Chromatopterum lacreiventre, synonyme de Chloropsina lacreiventris
- Chromatopterum minus, synonyme de Chloropsina minus
- Chromatopterum simile, synonyme de Chloropsina simile
- Chromatopterum sumatranum, synonyme de Chloropsina sumatrana
- Chromatopterum tibiale, synonyme de Chloropsina tibiale
- Chromatopterum triangulare, synonyme de Chloropsina triangularis